# ريتشارد فرينش
ريتشارد فرينش هو سياسي كندي، ولد في 25 فبراير 1947 في مونتريال في كندا. حزبياً، نشط في حزب كيبيك الليبرالي. وقد انتخب عضو الجمعية الوطنية في كيبك ‏.